# Liste der geschützten Landschaftsbestandteile im Landkreis Amberg-Sulzbach
Im Landkreis Amberg-Sulzbach gibt es drei ausgewiesene geschützte Landschaftsbestandteile. 
| Frühlingsenzianwiese bei Schalkenthan             | BW | LB-1 | Hahnbach Artenreiche Wiese. | ⊙ | 1,06 | 22. Okt. 2015 |
| Haidweiher bei Kümmersbruck                       | BW | LB-1 | Kümmersbruck                | ⊙ |      | 18. Juli 1988 |
| Aufgelassener Kalksteinbruch nördlich von Theuern | BW | LB-1 | Kümmersbruck                | ⊙ |      | 24. Nov. 1997 |
| Legende für Geschützter Landschaftsbestandteil    |    |      |                             |   |      |               |